# Ken Carpenter
William Kenneth „Ken” Carpenter (ur. 19 kwietnia 1913 w Compton, w Kalifornii, zm. 15 marca 1984 w Buena Park, w Kalifornii) – amerykański lekkoatleta, specjalista rzutu dyskiem, mistrz olimpijski z Berlina w 1936.
Studiował na University of Southern California. W 1935 zdobył mistrzostwo Stanów Zjednoczonych (AAU) w rzucie dyskiem, a także akademickie mistrzostwo NCAA i IC4A. W 1936 ponownie został mistrzem USA (AAU) oraz NCAA.
Na igrzyskach olimpijskich w 1936 w Berlinie Carpenter zwyciężył ustanawiając rekord olimpijski rzutem na odległość 50,48 m. Był to pierwszy wynik powyżej 50 m na igrzyskach olimpijskich. Rekord życiowy Carpentera to 53,08 m (Praga, 1936)i.
W późniejszych latach był trenerem i nauczycielem w college'ach w Kalifornii.